# Sulkendrup
Sulkendrup er en lille by i Nyborg Kommune. Nær Sulkendrup ligger vandmøllen Sulkendrup Mølle ved Ørbæk Å
|  | Denne artikel om lokaliteten Sulkendrup kan blive bedre, hvis der indsættes et (bedre) billede. Du kan hjælpe ved at afsøge Wikimedia Commons for et passende billede eller lægge et op på Wikimedia Commons med en af de tilladte licenser og indsætte det i artiklen. |

55°17′27.61″N 10°43′1.09″Ø / 55.2910028°N 10.7169694°Ø